# ألان سميث (كاهن أنجليكاني)
ألان سميث (بالإنجليزية: Alan Smith)‏ هو كاهن أنجليكاني بريطاني، ولد في 14 فبراير 1957.